# Cephaloleia proxima
Cephaloleia proxima es un coleóptero de la familia Chrysomelidae.
Fue descrita científicamente en 1858 por Baly.